# Casper Friedrich von Gähler
Casper Friedrich von Gähler (* 1. Februar 1736 in Kopenhagen; † 21. Oktober 1797 in Randers) war ein dänischer Generalmajor.

## Leben

### Herkunft
Casper Friedrich war Angehöriger einer Familie des Herzogtums Schleswig, die schon mehrere Generationen in dänischen Diensten stand und mit seinem Großvater, dem dänischen Kriegskommissar Casper von Gähler (1680–1759), im Jahr 1749 nobilitiert wurde. Seine Eltern waren der dänische Geheimrat, Ritter des Dannebrogordens und Oberpräsident von Altona Sigismund Wilhelm von Gähler (1706–1788) und Jeanne Antoinette de la Mare († 1780).

### Laufbahn
Gähler wurde 1762 Rittmeister und stand bis 1767 bei einem Husarenregiment und wechselte dann zu den Dragonern. Er war Generaladjutant und gehörte 1769 zu den ausgewählten Offizieren, welche Katharina II. von Russland zur Unterstützung bei der Reform der Armee abgestellt wurden. Er nahm dann am Türkenkrieg teil, wo er für Tapferkeit mit dem Orden des Heiligen Georg geehrt wurde.
Im Jahre 1773 kehrte nach Dänemark er zurück und avancierte zum Oberst der Husaren sowie 1780 zum Oberst der Kavallerie. Am 22. Februar 1788 wurde er Chef des Kavallerie-Regiments Baudissin. Schließlich stieg er 1789 zum Generalmajor auf und wurde Ritter des Dannebrogorden.

### Familie
Gähler vermählte sich 1782 mit Elisabeth Lucie Christiane von Oertzen aus dem Hause Kaltenhof (* 9. Juli 1758; † 13. Juni 1843). Das Paar hatte mehrere Kinder:
- Friedrich Wilhelm Sigismund (* 24. Dezember 1785; † 1. April 1836), dänischer Major

⚭ Anna Margrethe Henriette Kunniger (* 6. Januar 1788; † April 1864); Scheidung 1840, ⚭II Carl Christian von Baudissin (* 4. März 1790; † 9. April 1868), Sohn von Caroline Adelheid Cornelia von Baudissin
⚭ Antoinette Nicoline Mønster (* 1781; † 13. Oktober 1839)
- Carl Antonius Conrad Henning (*/† 1788)
- Marie Caroline Ferdinanda Augusta (* 5. Juni 1791; † 16. November 1861) ⚭ Frederik Gotthold Müller (* 17. Juni 1795; † 9. Januar 1882), dänischer Generalmajor